# Lijst van wereldspelen medaillewinnaars korfbal
Korfbal is een van de wereldspelen sporten die in teamverband op de Wereldspelen worden beoefend. Deze pagina geeft de medaillewinnaars van de wereldspelen neer.

## Zaal
| Editie | Goud | Zilver | Brons |
| ------ | --- | --- | --- |
| 1985   | Nederland Hanneke Cosijn Kees de Boer Renate de Weerd Shirley Eilbracht Hans Heemskerk Petra Geelhoed Hans Heemskerk René Kruse Joke Meeuwsen Peter Schallenberg Koos Snel Margrita van der Kolk Bram van der Zee Arianne van Leeuwen Erik Wolsink                                      | België Duke Cornelissens Frank Erken Frank Hardies Marc Mattheysens Marc Nicolay Ilse Poinart Chris Rollier Karin Sies Eddy Van Hoof Marc van Leuven Viviane Verbeeck Monique Vleminck | Verenigde Staten Joel Batchelder Rob Bell Kim Davenport Chris Frederick Joy Gunter Eric Holstrom Kay Kersey Rob Knitt Lorraine Mezanko Kara Schwab Mark Scruggs Sandra Slachter David Warren Margie Warren                                                                                           |
| 1989   | Nederland Jan de Jager Tjeerd de Jong Mirelle Fortuin Aegle Frieswijk Hans Heemskerk (2-0-0) Koos Roodenburg Marja Schaap Ron Steenbergen Jacqueline van Beek Jeanette van Beek Magritta van der Kolk (2-0-0) Bram van der Zee (2-0-0) Hanneke van Eck Alice van Geffen                 | België Jerry Aerts Nancy Baele Yvo Goossens Frank Hardies (0-2-0) Guy Junes Nicole Lenaerts Marc Mattheyses (0-2-0) Sonja Roels Anne Schuddinck Adriaan van Bavel Martine Van den Eynde Anne Van Gils Viviane Verbeeck (0-2-0) Wim Verhoeven                                                     | Duitsland Joerg Baly Marianne Buesing Thorsten Cramer Heike Dittrich Klaus-Dieter Dittrich Martina Friebe Gabriele Gunkel Thomas Kupka Christiane Reinold Gudrun Schade Udo Schade Eva Spille |
| 1993   | Nederland Jiska Brandt Jitte Bukkens Jan de Jager (2-0-0) Angelique Klompmaker René Kruse Benno Landkroon Hans Leeuwenhoek Oscar Mulders Joyce Smits Ron Steenbergen (2-0-0) Jacqueline van Beek (2-0-0) Jeanette Van Beek (2-0-0) Margo van der Singel Frits Wip                       | België Jerry Aerts (0-2-0) Nancy Baele (0-2-0) Marc Benoy Chantal de Colle Eva de Mulder Tanja Degreves Yvo Goossens Leen Mattheyses Chris Pauwels Sonja Roels (0-2-0) Steve Roels Adriaan van Bavel (0-2-0) Viviane Verbeeck (0-3-0) Wim Verhoeven (0-2-0)                                      | Duitsland Peter Altmann Marianne Buesing (0-0-2) Reaga Cramer Thorsten Cramer (0-0-2) Hans-Georg Felder Gabriele Gunkel (0-0-2) Carsten Koniczny Thomas Kupka (0-0-2) Jurgen Marquart Jorg Mehlmann Christiane Reinhard Gabrielle Schroll Melanie Sponholz Alexandra Teussner                        |
| 1997   | Nederland Jonni Abbenhuis Yke Bijlsma Wendy Giezen Mariet Huitema Daniël Hulzebosch Mandy Loorij Jan Niebeek Taco Poelstra Daniela Riet Leon Simons Joyce Smits (2-0-0) Frank van het Kaar Kees Vlietstra Dennis Voshart                                                                | België Patrick Bellemans Dave Cools Steve De Jonghe Eva de Mulder (0-2-0) Werner de Vogelaere Chantal Delorge Pascale Ooms Sonja Roels (0-3-0) Steve Roels (0-2-0) Sandra Schoonvaere Joyce van Gorp Ben Verburgt Wim Verhoeven (0-2-0)                                                          | Chinees Taipei Chih-Chang Chai Yi-Chung Chen Yu-Yuan Chen Chi Chia Yu-Fen Chiang Kuo-Chin Han Fang-Yi Hseih Kun-Cheng Huang Wei-Chen Huang Yi-Chen Huang Chien-Chih Li Shih-Chieh Lin Chia-Hsin Yang Kui-Fung Yang                                                                                   |
| 2001   | Nederland Tim Abbenhuis Daniël Hulzebosch (2-0-0) Daniela Riet (2-0-0) Dennis Voshart (2-0-0) Erik Simons Heleen van der Wilt Helmi Langenhorst Jiska Brandt Kees Slingerland Kees Vlietstra (2-0-0) Leon Simons (2-0-0) Mandy Loorij (2-0-0) Marjan de Jong Ronald van der Bunt        | België Andy Gilles Ann Huybrechts Cindy van Autreve Debby Everaert Detlef Elewaut Gert Degenaers Joyce van Gorp (0-2-0) Kris Embrechts Nancy Baele Ronny Lenjou Ronny van Braeckevelt Rudy Ramaekers Sofie van den Ende Steve De Jonghe (0-2-0) Sven Hardies                                     | Chinees Taipei Chen-Yi Huang Chia-Yi Tang Chien-Chih Li (0-0-2) Chien-Ting Chen Chun-Cheng Feng Hsiang-Ju Chou Hsiu-Ting Hung Kun-Cheng Huang (0-0-2) Kuo-Chin Han (0-0-2) Mei-Ju Chen Sheng-Chieh Lin Shih-Cheih Lin (0-0-2) Shu-Fen Chung Wan-Ju Tsao Wei-Chiang Huang Wen-Fai Chen Ying-Che Huang |
| 2005   | Nederland André Kuipers Barry Schep Joost Preuninger Leon Simons (3-0-0) Michiel Gerritsen Steven de Graaf Wim Scholtmeijer Heleen van der Wilt (2-0-0) Mady Tims Marjan de Jong (2-0-0) Bianca Joustra Bregtje van Drongelen Mirjam de Kleijn Sabrina Bijvank                          | België Onbekende deelnemers | Tsjechië Onbekende deelnemers |
| 2009   | Nederland Tim Bakker Casper Boom Henriëtte Brandsma Kim Cocu Roxanna Detering André Kuipers (2-0-0) Mirjam Maltha Jos Roseboom Leon Simons (4-0-0) Eva Sprangers Suzanne Struik Gerald van Dijk Bregtje van Drongelen (2-0-0) Rick Voorneveld                                           | België Véronique Biot Jeffrey Campers Bart Cleyman Annick Dekeyser Davor Duronjic Sara Goossens Mitch Lenaerts Britt Logisse David Peeters Patty Peeters Jens Van Hoof Annelies Vandenberghe Dennis Vermeiren Ann Vorsselmans                                                                    | Chinees Taipei Kuo-en Chang Yen-ling Chao Chih-yi Chu Hsiang-Ju Chao Shu-ping Chu Ling-fan Huang Kuan-ju Hung Chia-hao Kuo Ko-hsin Liang Hsiu-Yun Lin Shih-Cheih Lin Szu-yu Lin Wan-yao Luo Chun-shein Wu                                                                                            |
| 2013   | Nederland Tim Bakker (2-0-0) Nadhie den Dunnen Rianne Echten Marjolijn Kroon Richard Kunst Laurens Leeuwenhoek Rosemarie Roozenbeek Jos Roseboom (2-0-0) Barry Schep Mick Snel Celeste Split Suzanne Struik (2-0-0) Marjon Visser Rick Voorneveld (2-0-0)                               | België Julie Caluwé Jeffrey Campers (0-2-0) Jesse De Bremaeker Wim De Decker Gwenny de Plecker Annick Dekeyser Shiara Driesen Davor Duronjic (0-2-0) Jari Hardies Nick Janssens Mitch Lenaerts (0-2-0) David Peeters (0-2-0) Patty Peeters (0-2-0) Nikki Schilders Annelies Vandenberghe (0-2-0) | Chinees Taipei Ping-fong Chen Chih-yi Chiu (0-0-2) Shu-ping Chu Ying-yen Chuan Hsiang-lin Chuang Nien-hua Huang Ying-hsuan Huang Kuan-ju Hung (0-0-2) Chen-yu Kao Hsing-jen Kung Chou-ying Li Szu-yu Lin Ya-Wen Lin Yu-lang Pan Chun-shein Wu (0-0-2)                                                |
| 2017   | Nederland Nadhie den Dunnen (2-0-0) Esther Cordus Marjolijn Kroon (2-0-0) Maaike Steenbergen Jet Hendriks Celeste Split (2-0-0) Suzanne Struik (3-0-0) Olav van Wijngaarden Erwin Zwart Harjan Visscher Mick Snel (2-0-0) Richard Kunst (2-0-0) Laurens Leeuwenhoek (2-0-0) Nick Pikaar | Chinees Taipei Ya-Wen Lin (0-1-1) Shu-Chi Chang Chou-Ying Li (0-1-1) Shu-Ping Chu (0-1-1) Cin-Chen Szu-Yu Lin Ying-Yen Chuan Chun-Hsien Wu (0-1-2) Nien-Hua Huang Shu-An Wu Chu-Ta Chen Chen-Yu Kao (0-1-1) Tzu-Yao Huang Hsiang-Lin Chuang (0-1-1)                                              | België Karen Van Camp Ahiara Driesen Stephanie Versele Julie Caluwé (0-1-1) Zahra Verhoeven Saar Seys Patty Peeters Jesse De Bremaeker (0-1-1) Nick Janssens (0-1-1) Brent Struyf David Peeters (0-2-1) Yani Janssens Jarni Amorgaste Jari Hardies (0-1-1)                                           |
| 2022   | Nederland Barbara Brouwer Esther Cordus (2-0-0) Terrenc Griemink Anouk Haars Fleur Hoek Jelmer Jonker Laurens Leeuwenhoek (3-0-0) Jessica Lokhorst Alwin Out Daan Preuninger Harjan Visscher (2-0-0) Sanne van der Werff Olav van Wijngaarden (2-0-0) Brett Zuijdwegt                   | België Kian Amorgaste Julie Cluwè (0-2-1) Lars Courtens Lauren Denis Shiara Driesen Amber Engels Jari Hardies Lennert Impens Lisa Pauwels Stien Reyntjens Cèdric Schoumacker Saar Seys (0-1-1) Brent Struyf Jordan de Vogelaere                                                                  | Chinees Taipei Chan Ya-han Chang Chieh-sheng Chang Shu-chi Chen Chun-ta Chen Cin Chiu Han-sheng Huang Tzu-yao Kao Chen-yu Lin Ya-wen Lo Kai-yeh Peng Chien-chin Tai Wei-jhe Wang Yi-wen Chun-hsien Wu (0-1-3)                                                                                        |